# Tristan Tulen
Tristan Tulen ('s-Hertogenbosch, 22 juli 1991) is een Nederlands degenschermer. In 2022 veroverde Tulen de zilveren medaille op het EK in Antalya, Turkije. Hij is linkshandig.

## Carrière
Tulen begon op zevenjarige leeftijd met schermen, bij de Troubadours in 's-Hertogenbosch. Kort na Tristan pakte ook zijn jongere broertje Rafaël het schermen op, die ook op hoog niveau schermt. De broers zijn elkaars coach, bij gebrek aan ondersteuning vanuit de bond; het schermen is geen focussport van NOC*NSF.
In 2013 won Tulen brons op de Universiade in Kazan, Rusland. In 2011, 2013, 2017 en 2018 kwam Tulen uit op het WK. In 2022 haalde hij op het WK de laatste 32.
In 2023 veroverde Tulen de gouden medaille op de Europese Spelen in Krakau.
In april 2024 won hij het Olympisch kwalificatietoernooi in Differdange (Luxemburg) waarmee hij zich plaatste voor de Olympische Spelen van Parijs 2024. In de eerste ronde had hij een bye. In de tweede ronde verloor hij van Frederico Vismara, met 11-15.

## Persoonlijk
Tulen is van beroep fysiotherapeut.